# Шанмао и Джимми
Шанмао и Джимми (кит. 山猫和吉米/Shānmāo hé Jímǐ; англ. Shanmao & Jimi) — китайский анимационный мультсериал, созданным Ву Хуэй.

## Сюжет
История берет свое начало в колдовском лесу, среди волшебных зверушек, жизнь которых ничем не отличается от человеческой. Все герои мультфильма обожают друг друга, постоянно помогают попавшим в беду. Персонажи выглядят вполне счастливыми. События разворачиваются вокруг дружбы дикого кота Шанмао и забавного кролика, гениальной Джимми. Шанмао — быстрый, смелый. Их друзья медведь Гули и волк Синке — лентяи, которых свет не выдал. Они постоянно доставляют хлопот Шанмао. Маленькие волк и медведь с завидным постоянством портят праздники, придумывая все новые и более изощренные казусы, благодаря которым все вокруг понимают: где-то рядом эти малыши-разбойники, и снова надо ждать проблем…

## Премьера в мире
В Украине мультсериал показывали на телеканале Малятко TV с 2010 по 29 июля 2017 год под названием «Шанмао та Квіточка Джимі» (Шанмао и Цветочек Джимми). В Сербии показывали только 1 сезон мультсериала на телеканале Happy Kids под названием «Боба и Биба», с 2011 по 2014(?).

## Интересные факты
«Шанмао» (山猫) с китайского переводится как «Рысь», что говорит о том, что один из главных героев — дикий североамериканский кот.

## Примечание
1. ↑  RandomMe Entertainment. Cartoon World Portugal (1 сентября 2014). Дата обращения: 19 октября 2022. Архивировано 19 октября 2022 года.
2. ↑  Необходимо задать параметр title= в шаблоне {{cite web}}. .
3. ↑  TvBesedka. Телепрограмма Малятко ТV на 29 июля 2017 г. (29 июля 2017). Дата обращения: 24 октября 2022. Архивировано 24 октября 2022 года.
4. ↑  Малятко TV. Шанмао та Квіточка Джиммі (30 ноября 2015). Дата обращения: 23 октября 2022. Архивировано 23 октября 2022 года.
5. ↑  MojTV. Boba i Biba (2011). Дата обращения: 23 октября 2022. Архивировано 23 октября 2022 года.
6. ↑  TVProfil. HappyTV • ponedeljak, 19. septembar 2011. • TvProfil (19 сентября 2011). Дата обращения: 23 октября 2022. Архивировано 24 июня 2023 года.